# 安養寺 (船橋市)
安養寺（あんようじ）は、千葉県船橋市坪井町にある日蓮宗の寺院である。山号は位光山。旧本山は大本山中山法華経寺。

## 由緒
文安2年（1445年）8月15日開創。明治17年（1884年）4月9日に類焼により仏像以外が灰燼に帰するが、後の歴代住職の護持丹精により現在の伽藍が整った。なお歴世には、後に本山清水海長寺に晋山した妙道院日郁（久保田桂秀）がいる。

## 交通
- 東葉高速線船橋日大前駅徒歩で約20分

## 関連資料
- 『宗祖第七百遠忌記念出版 日蓮宗寺院大鑑』/日蓮宗寺院大鑑編集委員会/大本山池上本門寺/昭和56年 (1981年)
- 『正中山遠壽院加行門人帳』/常円寺日蓮仏教研究所/正中山遠壽院大荒行堂/令和3年（2021年）